# Joppa elegans
Joppa elegans là một loài tò vò trong họ Ichneumonidae.